# Rodonyà
Rodonyà è un comune spagnolo di 443 abitanti situato nella comunità autonoma della Catalogna.